# Dendermonde járás
Dendermonde járás egyike a belgiumi Kelet-Flandria tartományban található hat járásnak. A járás teljes területe 342,47 km², lakossága 189,638 fő (2007. január 1-jei adat), a körzet átlagos népsűrűsége 554 fő/km². A járás fekvése meglehetősen előnyös, hiszen Gent, Antwerpen és Brüsszel által bezárt háromszög közepén, illetve Aalst, Sint-Niklaas és Mechelen települések közvetlen szomszédságában található.
Dendermonde városa a járás adminisztratív, közigazgatási és igazságszolgáltatási központja. Utóbbit tekintve Aalst és Sint-Niklaas járások is a dendermondei körzeti bíróság fennhatósága alá tartoznak.

## Története
A dendermondei járást 1800-ban hozták létre, mint a Schelde tartomány harmadik közigazgatási egységét. Akkoriban ide tartoztak Aalst, Beveren, Dendermonde, Hamme, Lokeren, Sint-Gillis-Waas, Sint-Niklaas, Temse, Wetteren és Zele kantonok. 1814-ben De Klinge települést Eeklo járáshoz, Hulst kantonhoz csatolták. 1818-ban Aalst és Sint-Niklaas kantonok váltak önállóvá: Aalstból megalakult az azonos nevű arrondissement, míg Beveren, Sint-Gillis-Waas, Sint-Niklaas és Temse katonok az újonnan kialakított Sint-Niklas járás részei lettek. Ennek eredményeként a dendermondei járás lakosságának és területének több mint felét elvesztette.
1921-ben Laarne és Kalken településeket Dendermondéhez csatolták a genti járásból és a két település összevonásával kialakították Beervelde városát.

## A körzet települései
Önálló települések:
| - Berlare - Buggenhout - Dendermonde - Hamme - Laarne - Lebbeke - Waasmunster - Wetteren - Wichelen - Zele |

Résztelepülések:
| - Appels - Baasrode - Berlare - Buggenhout - Denderbelle - Dendermonde - Grembergen - Hamme - Kalken - Laarne |

| - Lebbeke - Massemen - Mespelare - Moerzeke - Opdorp - Oudegem - Overmere - Schellebelle - Schoonaarde |

| - Serskamp - Sint-Gillis-bij-Dendermonde - Uitbergen - Waasmunster - Westrem - Wetteren - Wichelen - Wieze - Zele |

## A körzet lakosságának alakulása
- Forrás:NIS (Belga Statisztikai Hivatal) - Adatok:1806 és 1970 között=az 1970-es népszámlálás adatain alapuló becslés; 1980- napjainkig = lakosság száma az adott év január 1-jén

1. ↑  Wettelijke Bevolking per gemeente op 1 januari 2018. Statbel. (Hozzáférés: 2019. március 9.)